# Семененков, Пётр Андреевич
Пётр Андреевич Семененков (11 августа 1903 года — 1 мая 1969 год) — бригадир электромонтёров-ремонтников Рижского цементно-шиферного завода Министерства промышленности строительных материалов Латвийской ССР. Герой Социалистического Труда (1966).
Бригада под руководством Петра Семененкова досрочно выполнила коллективное социалистическое обязательство и плановые производственные задания Семилетки (1959—1965) по обеспечению производства строительных материалов. Указом Президиума Верховного Совета СССР от 28 июля 1966 года удостоен звания Героя Социалистического Труда с вручением ордена Ленина и золотой медали Серп и Молот.
Умер в 1969 году.